# Cotisations sociales
Les cotisations sociales, souvent appelées charges sociales, sont des prélèvements assis sur les salaires. Les cotisations font partie de la répartition opérée sur la richesse nationale marchande créée au cours de l'année, ou PIB. Elles sont calculées sur la base des salaires super-brut. Elles constitueraient le salaire « indirect » ou « socialisé » selon les auteurs, et sont associées au financement des prestations sociales ou de la sécurité sociale.
Une distinction, souvent qualifiée de trompeuse, est faite entre deux types de cotisations sociales :
- les cotisations sociales salariales, aussi appelées cotisations sociales salariés, qui sont prélevées sur le salaire brut (salaire net = salaire brut − cotisations sociales salariales) ;
- les cotisations sociales patronales, aussi appelées cotisations sociales employeurs, qui sont prélevées sur le salaire dit super-brut (salaire super-brut = salaire net + cotisations sociales salariales + cotisations sociales patronales) et qui sont en général plus élevées que les cotisations sociales salariales.

Plusieurs auteurs critiquent l’usage du terme « charges sociales » — particulièrement utilisé dans le monde des affaires — qu’ils considèrent comme un glissement sémantique ou une novlangue destinée à faire adhérer le public à une vision libérale de l'économie au détriment des droits des travailleurs.

## Description
Les cotisations sociales sont collectées par des organismes appelés caisses afin d'être redistribuée. Les cotisants bénéficient en contrepartie d’une couverture partielle ou totale de frais divers, engendrés par l'un des grands « risques » que sont le chômage, la vieillesse, la famille, la maladie et les accidents du travail et maladies professionnelles. Cette contrepartie peut être immédiate (risque immédiat), ou différée : le salarié touche une pension à l'âge de la retraite.
Ce système repose sur un principe de solidarité : une partie des salariés payent plus qu'ils ne reçoivent ou qu’ils ne recevront, par exemple s’ils ne connaissent aucun ennui de santé ou aucune période de chômage, si la durée de leur espérance de vie à la retraite est plus faible que la moyenne, si leurs cotisations servent à financer d’autres régimes de retraite. Les organisations patronales militent généralement pour la réduction du montant de ces cotisations, et les auteurs libéraux expliquent que les cotisations sociales étant une partie intégrante du salaire complet, c’est celui-ci qui devrait être versé par l’employeur.

## Analyse macroéconomique
Dans la théorie économique[Laquelle ?], la séparation entre cotisations sociales patronales et cotisations sociales salariés n'est pas pertinente à moyen terme : les cotisations sociales reposent in fine sur les salaires, du fait d'une baisse des salaires ou d'une moindre hausse,. Ce qui compte, c'est le coût salarial pour l'employeur (salaire brut + cotisations sociales patronales), c'est le salaire net pour le salarié (le salaire net mesure son pouvoir d'achat effectif) et c'est l'ensemble des droits sociaux acquis (assurance chômage, droits à pension...) lorsque le contrat de travail prendra fin (c'est aussi ce que l'on appelle le salaire différé).
Le niveau des cotisations sociales varie en fonction de l'efficacité des systèmes de sécurité sociale et des gestionnaires (en France, les partenaires sociaux, l'État en Grande-Bretagne). L'État peut également prendre en charge une partie des dépenses. Par exemple, au Danemark, les prestations sont en grande partie payées par l'impôt.

## Comparaison européenne des cotisations sociales patronales
Cotisations sociales patronales 2016 par rapport au salaire super-brut. Sur 100 euros de salaire brut les employeurs paient en supplément x Euro de cotisations sociales patronales en pourcentage. La définition étroite est utilisée (coûts indirects engagés par l'employeur en plus du salaire brut versé à l'employé).
| Pays                     | Cotisations sociales patronales (en % de salaire brut, en plus du salaire brut) |
| ------------------------ | ------------------------------------------------------------------------------- |
| Union européenne (EU 28) | 31                                                                              |
| Zone euro (EU 19)        | 34                                                                              |
| Suède                    | 49                                                                              |
| France                   | 47                                                                              |
| Belgique                 | 44                                                                              |
| Lituanie                 | 40                                                                              |
| Italie                   | 37                                                                              |
| Grèce                    | 39                                                                              |
| Tchéquie                 | 37                                                                              |
| Estonie                  | 36                                                                              |
| Autriche                 | 36                                                                              |
| Slovaquie                | 36                                                                              |
| Espagne                  | 35                                                                              |
| Pays-Bas                 | 30                                                                              |
| Hongrie                  | 29                                                                              |
| Roumanie                 | 25                                                                              |
| Allemagne                | 28                                                                              |
| Finlande                 | 27                                                                              |
| Portugal                 | 27                                                                              |
| Lettonie                 | 26                                                                              |
| Pologne                  | 22                                                                              |
| Chypre                   | 20                                                                              |
| Slovénie                 | 19                                                                              |
| Royaume-Uni              | 19                                                                              |
| Bulgarie                 | 18                                                                              |
| Irlande                  | 18                                                                              |
| Croatie                  | 18                                                                              |
| Luxembourg               | 16                                                                              |
| Danemark                 | 16                                                                              |
| Malte                    | 9                                                                               |

Source : Calculs de l'Office fédéral de la statistique allemand sur la base des données Eurostat du 29 mars 2017

## En France

### Terminologie et usage
Cotisations sociales est le terme utilisé dans les textes de loi pour désigner ces prélèvements obligatoires. Il est majoritaire dans les écrits de l'administration et des pouvoirs publics. Dans l'usage courant, ce terme est fréquemment remplacé par l'expression charges sociales, particulièrement dans les domaines de l'économie,,,, du monde de l'entreprise et des affaires, ces flux financiers correspondant, pour l’entreprise qui les verse, à la définition d’une charge en comptabilité. Le monde politique fait également un usage abondant de cette expression tout comme la presse, y compris dans une moindre mesure celle considérée comme éloignée des idées libérales,,. Celle-ci est enfin utilisée plus rarement par les pouvoirs publics.
L’expression est critiquée par plusieurs auteurs, sociologues, économistes, historiens, spécialistes du discours politique ou du langage, qui considèrent ce glissement sémantique dépréciatif comme le résultat d'une manipulation idéologique du langage qui oriente la conception que l'on se fait désormais du salariat,,,,.
Selon ces auteurs, le terme charges n'est pas neutre. Il signifie étymologiquement « ce qui pèse », et adopte le point de vue des entreprises. Selon le sociologue Éric Fassin : « Il en va donc, au premier chef, du contrôle du vocabulaire politique. On sait par exemple que tant qu’on continuera de parler, au lieu de « cotisations », de « charges », celles-ci vont immanquablement « peser » ; elles paraîtront forcément « trop lourdes », et la seule politique raisonnable sera, inévitablement, leur « allègement ». ». Le terme leur semble donc marqué idéologiquement ; selon la linguiste Josiane Boutet : « les mots « cotisations » et « charges » renvoient donc à des significations radicalement opposées. Leurs sémantismes sont antagonistes. Dans la langue française, ces deux expressions de « cotisations sociales » et de « charges sociales » ne devraient donc pas pouvoir renvoyer à une même réalité ». La spécialiste de l'analyse du discours Ruth Amossy y voit un exemple de manipulation idéologique du langage : « L'usage abondant de cette expression [charges sociales] par les discours politiques et les médias est une façon de faire adhérer le public à une vision libérale de l'économie, au détriment des droits chèrement acquis des travailleurs. La manipulation est ici celle qu'exerce sur les esprits le discours dominant ». De même, l'économiste Jean Paul Fitoussi, les sociologues Vincent de Gaulejac et Fabienne Hanique, ou encore le journal L'Humanité y voient un exemple de « novlangue »,,.

### Données chiffrées
En France, le volume des cotisations sociales s'élevait en 2017 à 384,5 milliards d'euros, soit 37 % des prélèvements obligatoires. Parmi les États de l'OCDE, la France est en 2015 le pays qui a les cotisations sociales les plus importantes,. Selon l'Institut économique Molinari, un think tank libéral franco-belge, elle devancerait en 2015 les autres pays européens pour les cotisations patronales (51 % du salaire brut, ce qui revient à 33,8 % du salaire super brut) et détiendrait également la première place pour les cotisations salariales (25 % du salaire brut). Ainsi, le salaire net (pré-imposition) s'établit à 49,7 % du salaire « super brut »,,,,,.
| Le graphique qui aurait dû être présenté ici ne peut pas être affiché car il utilise l'ancienne extension Graph, désactivée pour des questions de sécurité. Des indications pour créer un nouveau graphique avec la nouvelle extension Chart sont disponibles ici . |
| Source : Pour la France, pour les salaires inférieurs à 3 086 € par mois |